# Villasimius
Villasimius là một đô thị ở tỉnh Sud Sardegna, vùng Sardegna của Ý, có vị trí cách khoảng 35 km về phía đông của Cagliari. Đến thời điểm ngày 31 tháng 12 năm 2004, đô thị này có dân số 3.093 và diện tích là 58 km².
Villasimius giáp các đô thị: Castiadas, Maracalagonis, Sinnai.
Villasimius là nơi nghỉ dưỡng với nhiều bãi biển bên Địa Trung Hải.

## Bãi biển
Các bãi biển (bản đồ bãi biển Villasimius Lưu trữ ngày 14 tháng 6 năm 2024 tại Wayback Machine) Porto Sa Ruxi, Piscadeddus, Campus, Cala caterina, Cala Burroni, Porto Giunco, Timi Ama, Simius, Punta Molentis.